# Édouard Sprague
 (mars 2008).
Si vous disposez d'ouvrages ou d'articles de référence ou si vous connaissez des sites web de qualité traitant du thème abordé ici, merci de compléter l'article en donnant les références utiles à sa vérifiabilité et en les liant à la section « Notes et références ».
Sir Edward Spragge ou Spragg, dont le nom est francisé en Édouard Sprague (né vers 1629 - mort le 11 août 1673), est un amiral de la Royal Navy. Sprague est un officier irlandais qui combat pour l'Angleterre après la restauration du roi Charles II.

## Carrière
Il commence en tant qu'officier de la Royal Navy qui reste loyale aux Stuarts après la guerre civile. Quand la flotte royaliste est dispersée en 1651, il commence à travailler pour les Néerlandais en tant que corsaire durant la première guerre anglo-néerlandaise, ce qui explique pourquoi ses collègues ressentent pour lui plus tard des sentiments partagés. Son caractère exubérant, le rend très populaire parmi les marins.
Samuel Pepys disait de lui :
« He was a merry man, singing a pleasant song pleasantly (c'était un homme heureux, chantant des chansons joyeuses joyeusement) »
Après 1653, il devient pirate et s'associe avec la famille flamande Collaert, un groupe de corsaires dunkerquois expulsé après la conquête de leur ville par les Français et forcé de trouver du travail ailleurs. Édouard se marie avec la fille de Jacob Collaert. Il affronte souvent avec les vaisseaux du Commonwealth quand il est employé par les Espagnols en tant que corsaire durant la guerre anglo-espagnole de 1654.

### L'ascension
Après la Restauration anglaise, Sprague est gracié par Charles II et récompensé de sa loyauté par sa promotion au grade de capitaine sur le HMS Drake. Quand Charles a besoin d'envoyer un messager dans les Pays-Bas espagnols, il commissionne souvent Édouard qui y entretient de bons contacts.
Son premier combat naval contre les Néerlandais est la bataille de Lowestoft en 1665, à la suite de laquelle il est fait chevalier à bord du  HMS Royal Charles, pour sa conduite comme capitaine sur le Lion (52 canons) sous les ordres du prince Rupert, qui favorise grandement sa carrière. Sprague reçoit le commandement du Triumph armé de 72 canons.
L'année suivante il est le contre-amiral de l'escadre verte, sur le Dreadnought équipé de 58 canons, sous les ordres du prince Rupert et ne combat que le quatrième jour de la bataille des Quatre Jours. Les 4 et 5 août, il occupe ensuite le poste de vice-amiral de l'escadre bleue, commandant en second l’arrière-garde, à bord du HMS Victory (82 canons), sous les ordres de Jeremy Smith au cours de la bataille de la Saint-Jacques ou de North Foreland. Bien qu'il s'agisse finalement d'une victoire anglaise, l’arrière-garde anglaise est défaite et mise en déroute par le lieutenant-amiral Cornelis Tromp.

### Le combat contre Tromp
Sprague se sent si humilié, en partie parce que sa conduite a été publiquement qualifiée de lâche par son rival Robert Holmes, qu’il devient un ennemi personnel de Tromp, faisant vœu de le tuer. Son attitude est aussi due à la rumeur selon laquelle Tromp aurait dit que la prochaine fois Sprague devrait laisser à sa femme les commandes car elle est plus qualifiée que lui.
Mais Tromp est exclu de la marine néerlandaise en août 1666. Après le désastre du raid sur la Medway, où Sprague est présent mais incapable d'organiser une résistance effective contre les Néerlandais, l'Angleterre doit signer la paix avec les Provinces-Unies et mettre un terme à la deuxième guerre anglo-néerlandaise. 
En 1671 il dirige un bombardement contre Bougie, aujourd'hui Béjaïa, où après un court combat, il coule 10 vaisseaux algériens.
En 1672, la troisième guerre anglo-néerlandaise éclate, donnant la chance à Sprague d'en découdre avec son vieux rival Tromp. À cette époque Rupert et Sprague deviennent rivaux, le second étant jaloux de ne pas avoir été nommé commandant suprême de la flotte. Sprague est aux commandes de l'escadre rouge à bord du London lors de la bataille de Solebay en 1672 et à la tête de la bleue sur le nouveau Prince Royal équipé de 100 canons durant les deux batailles de Schooneveld de 1673. Lors de ces dernières il recherche et combat Tromp avec une fureur extrême fureur mais sans résultat. Sprague jure publiquement devant le roi Charles II que la prochaine fois, il capturerait ou tuerait son vieil ennemi ou bien mourrait en essayant.

### Sa mort

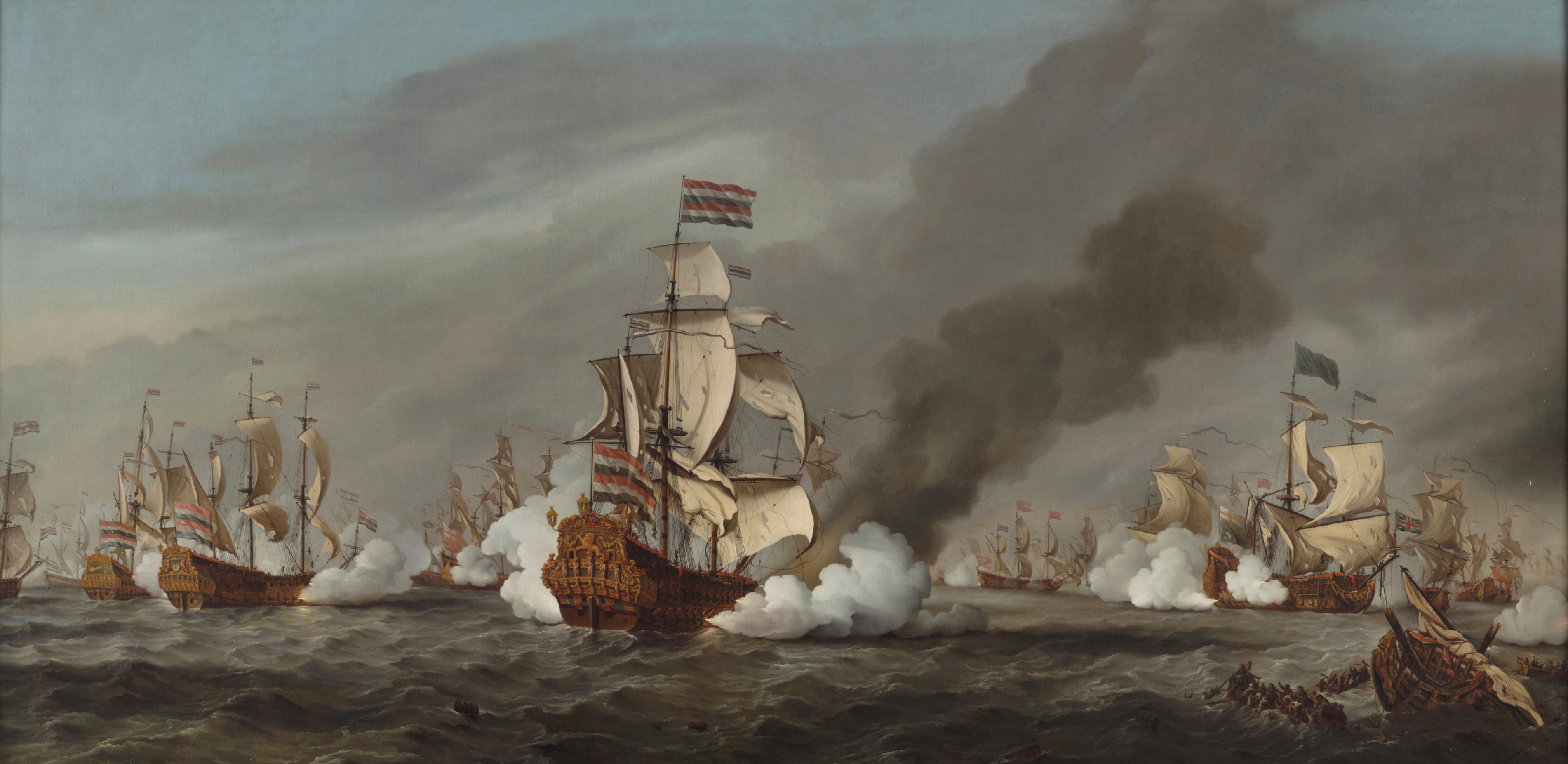
La Bataille du Texel, 11/21 août 1673 de Willem van de Velde le Jeune, peint en 1683. Le vaisseau au centre est le Gouden Leeuw, navire amiral de Cornelis Tromp, équipé de 82 canons

Lors de la bataille du Texel le 11 août 1673, Sprague et Tromp, commandant leurs escadres respectives, se combattent à nouveau, les deux devant changer deux fois de navires du fait de sévères avaries. Le Prince Royal engage le combat avec le Gouden Leeuw, et quand le navire est démâté et que la moitié de l'équipage est blessée ou tuée, Sprague monte à bord du HMS St George tandis que Tromp monte à bord du Comeetstar. 
Alors qu'il fait la navette entre le St George et le Royal Charles, un boulet de canon traverse la coque du St George et blesse l'amiral. Le sloop coule, juste avant d'atteindre les cordages du St George vers lequel il tentait de revenir. Sprague meurt noyé.
L'historien contemporain Gerard Brandt écrit dans sa biographie de Ruyter : 
« Ce fut la triste fin du chevalier Édouard Sprague, le plus brave de tous les amiraux anglais, qui était loué par ses amis et ses ennemis pour son courage et son honnêteté ainsi que sa compassion ».